# Obinna Nwachukwu
Obinna Nwachukwu est un footballeur nigérian né le 18 janvier 1992. Il joue au poste de milieu de terrain avec le club d'Heartland FC. 

## Biographie
Obinna Nwachukwu commence sa carrière avec le club d'Heartland FC.

## Carrière
- 2011-201. : Heartland FC ( Nigeria)[2]

## Palmarès
- Vainqueur de la Coupe de Nigeria en 2011 et 2012
- Vainqueur de la Supercoupe du Nigeria en 2011 et 2012